# 1354 Botha
1354 Botha è un asteroide della fascia principale del diametro medio di circa 48,75 km. Scoperto nel 1935, presenta un'orbita caratterizzata da un semiasse maggiore pari a 3,1225476 UA e da un'eccentricità di 0,2180767, inclinata di 5,96068° rispetto all'eclittica.
Il nome si riferisce a Louis Botha, primo ministro della Repubblica del Transvaal e poi dell'Unione Sudafricana.